# Sojuz TMA-15
Sojuz TMA-15 je ruská kosmická loď řady Sojuz k Mezinárodní vesmírné stanici (ISS), kam dopravila tři členy Expedice 20. Spojení s ISS proběhlo 29. května ve 12:34 UTC. S nástupem nově přibyvších kosmonautů na stanici se označení posádky ISS změnilo na Expedice 20, poprvé v sestavě šesti kosmonautů. Sojuz TMA-15 zůstala u ISS jako záchranná loď. Stejná trojice kosmonautů se lodí vrátila na Zem 1. prosince 2009.

## Posádka
- Roman Romaněnko (1), velitel, CPK
- Frank De Winne (2), palubní inženýr 1, ESA
- Robert Thirsk (2), palubní inženýr 2, CSA

V závorkách je uveden dosavadní počet letů do vesmíru včetně této mise.

### Záložní posádka
- Dmitrij Kondratěv, velitel, CPK
- André Kuipers, palubní inženýr 1, ESA
- Christopher Hadfield, palubní inženýr 2, CSA

## Průběh letu
Nosná raketa Sojuz-FG s kosmickou lodí Sojuz TMA-15 odstartovala z kosmodromu Bajkonur v Kazachstánu 27. května 2009 v 10:34:53 UT. Na palubě se do vesmíru vypravili tři členové stálé posádky Mezinárodní vesmírné stanice Expedice 20 Roman Romaněnko a Frank De Winne a Robert Thirsk. Poté Sojuz sloužil jako záchranná loď.
Dne 1. prosince 2009 v 3:56 UTC se Sojuz TMA-15 s Romaněnkem, De Winnem a Thirskem odpoutal od ISS a vydal se k Zemi. Přistání proběhlo v 7:16 UTC téhož dne v kazašské stepi asi 85 km severně od Arkalyku.